# École hôtelière Vatel
Pour les articles homonymes, voir Vatel.
Vatel est une école internationale du management de l’hôtellerie et du tourisme. 
Elle compte 9 000 étudiants répartis dans 55 écoles de management hôtelier implantées en Europe, en Amérique, en Asie et en Afrique. La majorité des écoles sont des franchises.

## Historique
L'école est créée en 1981 par Alain Sebban, un entrepreneur lyonnais, et son épouse. Ses enfants Dov et Karine participent à la direction de l'école.
La formation est à la fois théorique et pratique avec une semaine de cours puis une semaine de pratique. Des stages sont effectués chaque année.

### France
La première école Vatel ouvre ses portes à Paris en 1981. Son nom rend hommage à François Vatel, maître d'hôtel sous le règne de Louis XIV. Cette ouverture est suivie en 1984 par celle de Vatel Lyon, qui devient le siège du groupe[Quand ?]. En 1989, la societe ouvre une  école à Nîmes qui devient école de référence du groupe[pourquoi ?]. En 1994, elle inaugure l'ouverture d'une nouvelle école à Bordeaux, puis en 2018 à Nantes.

#### Grève des étudiants parisiens
En mars 2023, sur le site de Paris, rue Nollet, les étudiants en troisième année de Bachelor en management hôtelier refusent d'assister au cours de cuisine, dénonçant les comportements de certains professeurs s'apparentant à du  « harcèlement sexuel et moral ». En réponse, la direction s'engage à mettre en place « un dispositif d’alerte et de prise en charge des risques psycho-sociaux, des situations de harcèlement et de violences sexistes et sexuelles », ce qui parait insuffisant aux élèves ,. À la suite de ce conflit, l’association des Administrateurs professionnels indépendants et associés (Apia) décide de mettre fin à sa relation commerciale avec l'école et l'invite à respecter les « droits de ses effectifs » .

### International
Au cours des années 2000, les écoles de management hôtelier  Vatel se multiplient autour du monde. La majorité des écoles sont des franchises, un dispositif instauré en 1994 .
En 2024, le groupe de management hôtelier compte 55 écoles au sein de 31 pays en Europe, en Asie, en Amérique et en Afrique. Il se présente comme le « premier groupe mondial de l’enseignement du management de l’hôtellerie-tourisme » et affiche un chiffre d’affaires de 90 millions d’euros.

## Honneur
En 2017 le jury des Worldwide Hospitality Awards attribue le titre de « meilleure école hôtelière » à Vatel, parmi 42 établissements prétendant au titre,,.
En 2022, Vatel figure en haut du classement des business school dans l’hôtellerie. Le QS World University Rankings publié par Quacquarelli Symonds (en) place Vatel 1re école hôtelière en France, Europe et 11e dans le monde, dans la catégorie Hospitality & Leisure Management (hôtellerie - gestion de l'hospitalité et des loisirs).

## Critiques
En 2020, le quotidien Mediapart estime que les étudiants sont « exploités » par Vatel. En effet, ils travaillent dans les établissements du groupe, une semaine sur deux, mais sans être rémunérés, alors que le coût de la formation est déjà important. De plus les élèves sont aussi formés par les élèves de classes supérieures. Pour le directeur de l'école de Nantes, ces critiques sont infondées : « On essaie d’être dans la réalité des choses. Que les étudiants soient en contact avec une vraie clientèle. Ils sont encadrés par des professionnels, mais c’est important, pour leur futur métier, qu’ils aient des responsabilités. Des étudiants de troisième année encadrent des deuxième année, qui eux-mêmes encadrent des premières années. Il y a de la transmission entre eux ».